# Kanton Souillac
Kanton Souillac (francouzsky Canton de Souillac) je francouzský kanton v departementu Lot v regionu Midi-Pyrénées. Tvoří ho devět obcí.

## Obce kantonu
- Gignac
- Lacave
- Lachapelle-Auzac
- Lanzac
- Meyronne
- Pinsac
- Saint-Sozy
- Souillac
- Mayrac